# ドーソン (小惑星)
ドーソン (1829 Dawson) は、小惑星帯にある小惑星。カルロス・チェスコとアーノルド・クレモラがアルゼンチンのエル・レオンシット国立公園にある観測施設で発見した。
アメリカ合衆国出身で、アルゼンチンで活動した天文学者のベルナルド・ドーソン (Bernhard Dawson, 1890 - 1960) に因んで名付けられた。